# 贝尔穆莱特
贝尔穆莱特（意为穆莱特半岛之口）位于爱尔兰梅奥郡埃里斯沿海，是一座拥有人口 1,019 人爱尔兰语小镇。它包含于人口近10,000的埃里斯男爵领，同时是该领的商业和文化中心。根据 2016 年的人口普查，该镇 50% 的人能够说爱尔兰语，在教育系统外有大概4%的人使用爱尔兰语作为他们的日常语言。 
贝尔穆莱特有两个海湾，布莱克索德湾和布拉德海文湾 ，贯穿城镇的卡特运河连接着两个海湾。

## 历史
贝尔穆莱特（英语: Belmullet）这个名字的由来尚不清楚。它可能来自于爱尔兰语Béal Muileat或Béal an Mhuileat ，意为“地峡之口”。 也有人提出，名字的后半部分也就是mullet部分可能指该地区文章中使用的鱼或星形。 

### 18世纪
根据理查德·波科克所说，1715年间，亚瑟·肖恩爵士“开始建造一座小镇”，也就是今日贝尔穆莱特所在的地方。在伊丽莎白一世女王统治期间，一位海军上将追赶海盗来到了布拉德海文湾，拖着他的船穿过了地峡，并在伊尼斯凯亚群岛附近追上了他们。随后为排干该地区的水并修建一条从布莱克索德湾进入布罗德黑文湾的快速通道，谢恩挖掘了一条运河，并称之为Shaen's Cut，这条运河十分宽广，足以让一条船自两个海湾之间同行。然而，尽管运河得以修建，该镇几乎并没有得到任何发展，1752年时，运河被阻塞，随即停止通行。一直到十九世纪早期，贝尔穆莱特都只是一座由几个茅草屋组成的小村。

### 19世纪
1820年，埃利斯男爵领的第一家邮局在新修建的贝尔穆莱特镇开业。1822年，该地成立了海岸警卫站。同时，威廉亨利卡特在与肖恩的女儿结婚时继承了谢恩在埃里斯的大片土地，其中就包含这贝尔穆莱特，同时他开始了制定一系列发展该镇的计划。他要“为创造以前30公里内都没有生产的农产品建造一个本地市场”。1842年，一条连接贝尔穆莱特和卡斯尔巴的新公路建成。1825 年，卡特建造了一座足以容纳100吨船舶的码头。到1826年，埃里斯酒店开业。 
1829年，埃里斯公路上的工程师亚历山大·尼莫写道：“贝尔穆莱特发展的速度相当惊人；这个地方四年前才开始建设；现在它有着大约70多座体面的房子……五艘船装载并保存谷物；进口铁箍和煤炭；烈酒、啤酒和葡萄酒。英国制造商和茶叶和糖在这里被出售；渔业产品得以进入市场。” 

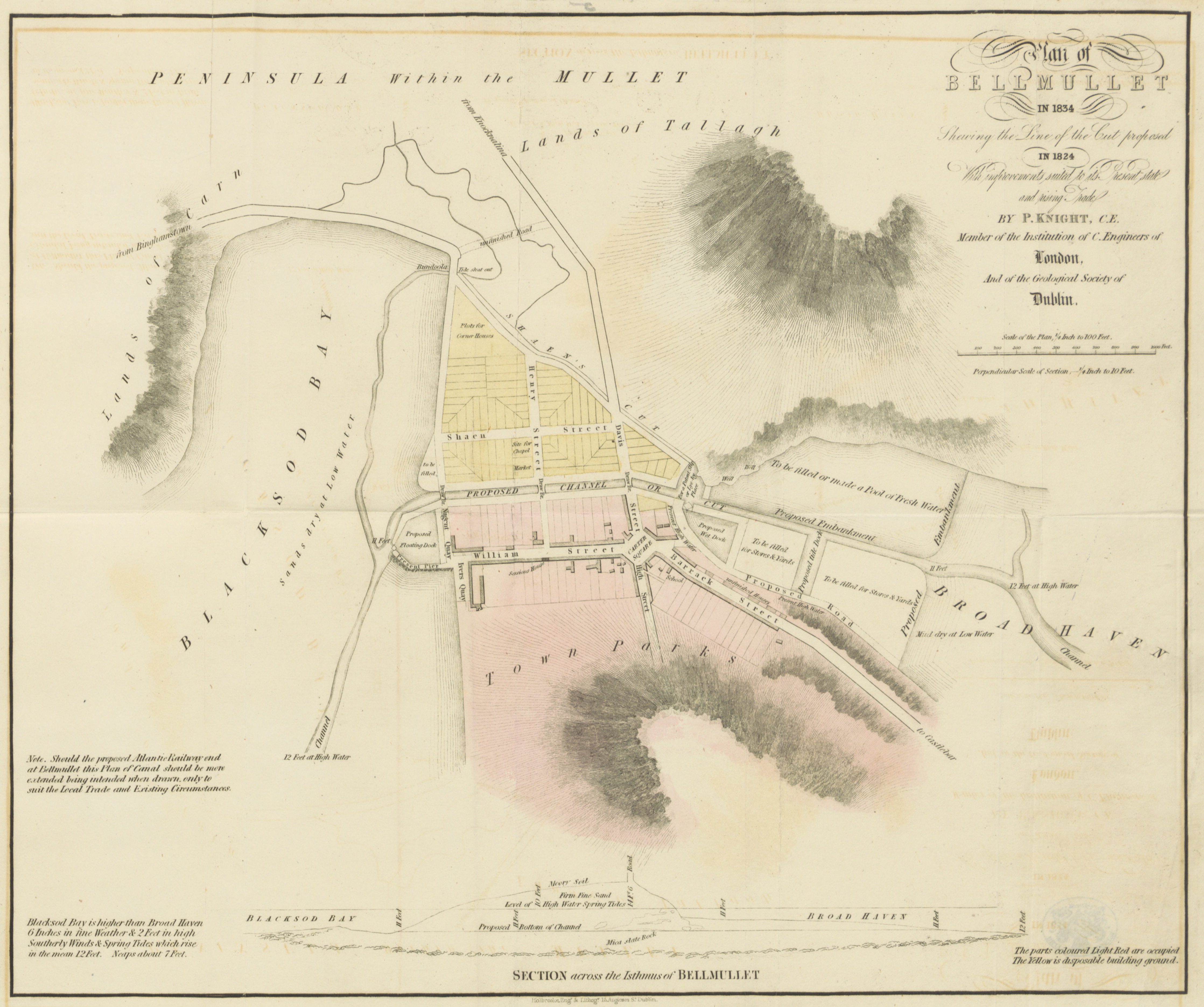
1836 年的贝尔穆莱特镇地图

1831年，一座罗马天主教教堂于 开始建设并于1832 年建成，耗资 300 英镑，当时贝尔穆莱特的人口为585人。 而且当时巴利娜和 贝尔穆莱特 之间每天都有邮政服务。1833年，该镇得到了迅速发展，一座耗资300英镑的法院大楼得以建成，并在此地每周举行一次法庭会议。在 1830 年代，一位游客将贝尔穆莱特描述为“爱尔兰最年轻的城镇，如同所有其他年轻事物一样，它新奇且公平。商店看起来布置得很好，不仅有必需品，还有利于舒适和便利的物品。许多建筑物都在建设中，同时很多投机行为也逐渐开始冒头。”他还评论说，通往城镇的道路“被变形的、破旧的沼泽小屋破坏了”。 同时该地区开始向英国出口食物。1843年间当地的新教教堂得以完工。 1845年，由 亚瑟谢恩 建造的运河开始重新投入运行。但是由于当时的爱尔兰饥荒，运河直到1851年才完工。在1846年和1847年的救灾工作中（大饥荒期间），人行道得以和马车道区别开来。

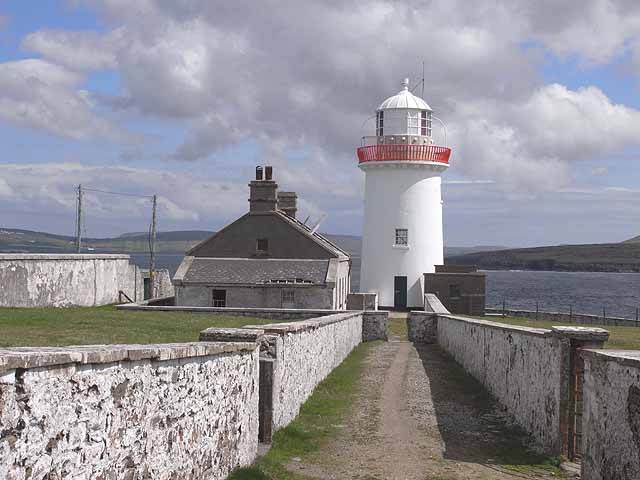
巴利格拉斯灯塔，又名布罗德黑文灯塔，距离贝尔穆莱特镇 11 公里，建于 1848 年

在19世纪下半叶，农村骚乱在梅奥地区屡见不鲜。1881年11月，该地区动用了100多名警卫来保护前来发布国王命令的使者。愤怒的人群向警察投掷石块和棍棒。使得警察不得不向人群发起冲锋并开火，造成大量人员受伤。在此次事件中，警方一共逮捕了20人。 
一座济贫院在医院的旧址上落成。财政部长查尔斯·特里维利安向大众下令仅向济贫院的人提供救济。当时饥肠辘辘的人全部涌向济贫院。在饥荒最严重的一个阶段，有三千人被记录在贝尔穆莱特济贫院接受救济。 贝尔穆莱特周围地区在19世纪受到了爱尔兰大饥荒的严重影响，在接下来的百年里，许多人从该地区移民到美国和英国。在整个19世纪下半叶，人们提出了许多关于在贝尔穆莱特和埃利斯地区开发铁路线的建议。并对三种路线进行了调查和讨论：
- 路线一：巴利纳-巴利卡斯尔- 贝尔穆莱特
- 路线二：纽波特-穆拉尼- 贝尔穆莱特
- 路线三：巴利纳 - 克罗斯莫利纳 -贝尔穆莱

沿着这些路线的人们游说铁路线穿过他们的地区。然而，贝尔穆莱特的商人更持怀疑态度，他们担心铁路线的引入会对他们的贸易地位产生不利影响，从而使巴利纳靠近居民。因此，本应为跨大西洋航运服务的通往布莱克索德的铁路计划被推迟。许多人仍然向当局施压，要求修建铁路，这一运动在第一次世界大战后期获得了动力，当时有人提议修建一条铁路来改善伦敦和加拿大之间以及伦敦和美国之间的交通线路.然而，当战争在 1918 年结束时，通往布莱克索德的铁路服务的希望也随之结束。1920年初，斯莱戈轮船航行公司每周在贝尔穆莱特、斯莱戈和利物浦之间航行。
1865年7月，两名当地人——理查德·巴雷特和詹姆斯·霍根被判犯有海盗罪。他们因在伊尼斯基岛附近掠夺印度餐的大篷车伊丽莎白麦克卢尔而被判有罪。两人都被判处五年苦役。
贝尔穆莱特建立了每月一次的牛市集市，该镇开始接受An Geetta Mór的贸易。宾厄姆家族进行了贸易反击，但到19世纪后期，他们的村庄或多或少地被牛贩子遗弃了。

### 20世纪初

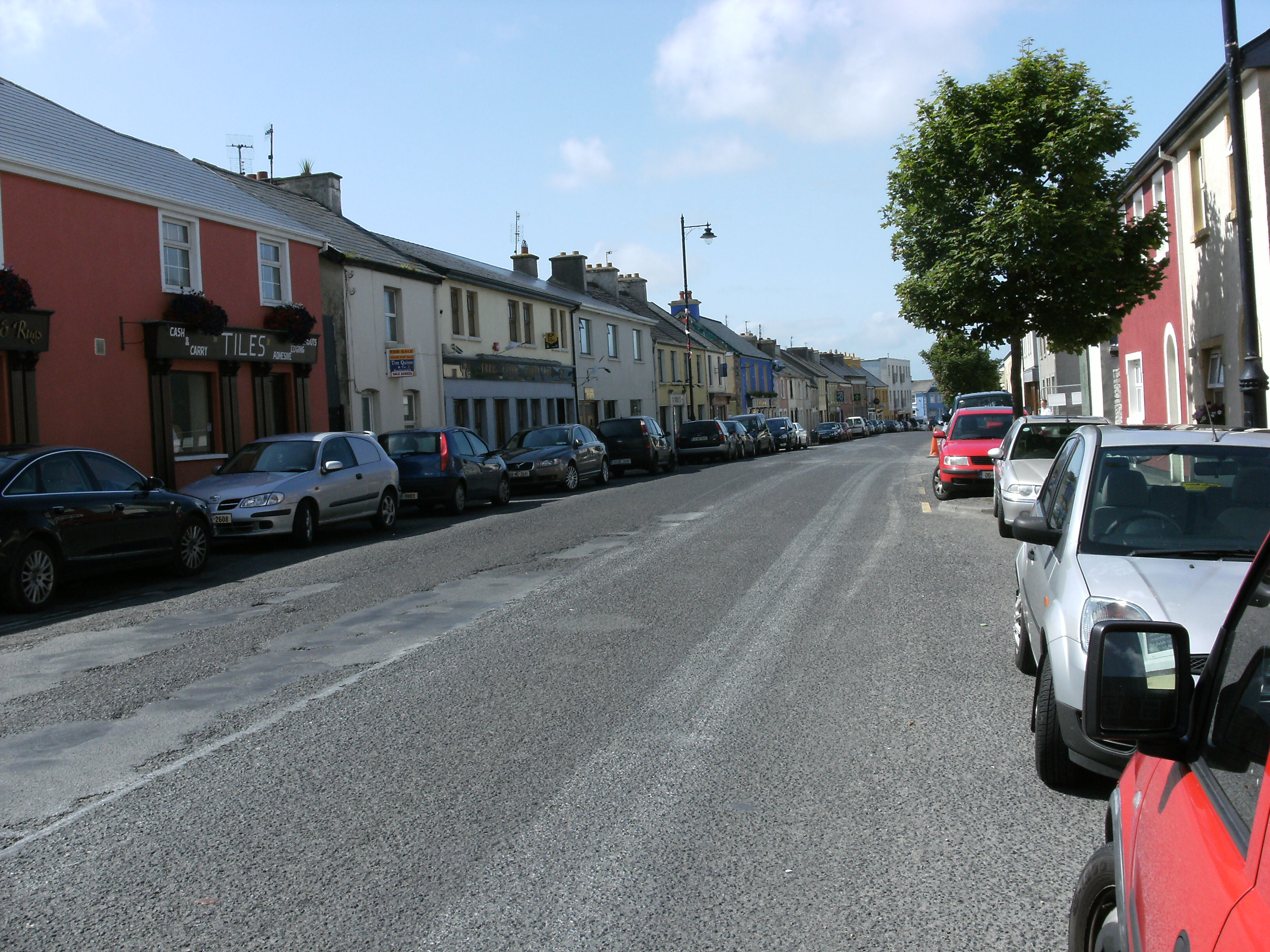
贝尔穆莱特镇入口

《西方世界的花花公子》和《阿兰群岛》的作者约翰·米林顿·辛格（ John Millington Synge ）于 1904 年访问了贝尔穆莱特，并报道说：晚上的贝尔穆莱特嘈杂肮脏，孤独而拥挤，没有想象力。所以至少有一个停留片刻。当一个人在一个房子里听到留声机，在下一个房子里听到小提琴，然后是手风琴和传统摇篮曲的片段上下六次时，有许多哭闹的婴儿，猪和驴子，吵闹的女孩和年轻人在房间里挤来挤去黑暗中，效果并不模糊。所有的光都来自商店的门窗。昨晚是圣约翰前夜，全国各地都点燃了篝火，其中最大的篝火被放在了贝尔穆莱特的城镇广场。今天，广场上又出现了一个大市场，许多乡下人带着他们的马和驴，站着讨价还价，要买小猪、石南花扫帚、土布绒布、二手衣服、发黑的刷子、修补匠的商品和许多其他文章.

### 爱尔兰独立战争
在1919年1月索罗海博伏击中丧生的两名 RIC 警察之一——麦克唐纳警官——出生在贝尔穆莱特。该事件引发了独立战争。麦克唐纳警官去世时年仅50 岁。留下了一个寡妇和五个孩子。
1919年10月26日，一名小男孩被守卫当地无线电台的哨兵射伤。男孩一大早在他家附近赶牛时，肩膀中弹。该事件引起当地民众极大愤慨。
1920年6月，在该镇主要街道的骚乱中，一名 RIC 警察被杀，三人受伤。警察介入并逮捕了一名在集市期间制造骚乱的男子。参加集市的人群对警察的行为感到不满，并转而开始攻击警察。警察撤退到了一所房子里，其中一名警员头部受伤。医生赶到时，发现他已经死了。
1920年8月下旬，当地的海岸警卫队驻地遭到袭击。突袭者被警察巡逻队打断，双方交火。袭击者逃跑了，但在车站被摧毁之前没有逃跑。
在冲突的后期，该镇成立了共和党法院1921年1月，两名巴利纳律师因参与法庭而被英国军事当局逮捕并指控。拉特利奇先生拒绝承认英国法院，随后在卡斯尔巴被判入狱。
1921年10月，该镇发生了违反盎格鲁爱尔兰休战协议的事件。两名共和党警察正在镇压晚上镇上常规集市爆发的争吵。共和党警察遭到六名RIC官员的袭击。

### 爱尔兰内战
冲突是在两个对立的爱尔兰民族主义者团体之间进行的：支持建立爱尔兰自由邦的《英爱条约》的人和反对派共和党人，对他们来说，《条约》代表了对爱尔兰共和国的背叛。当敌对行动爆发时，贝尔穆莱特处于共和党反对派（也称为非正规军）的控制之下。
在内战的最初几周，贝尔穆莱特处于游击队的控制之下。爱尔兰共和军北梅奥旅的一名杰出成员凯利先生因支持政府而被非正规军逮捕。国民军进入梅奥并代表自由州政府建立了对该县的控制权。然而，贝尔穆莱特的异常活动持续了几个月。九月，游击队进城，并在取得汽油后离开。国民军追捕非正规军，逮捕了其中六人。 1922 年 10 月，游击队建立了对该镇的临时控制权。他们停止了交通同行，同时打劫了当地的银行，带走了一大笔钱。并强迫所有当地的公共场所支付“共和党许可费”。邮车也被拦住了。 

### 第二次世界大战
1940年8月6日，二战期间，贝尔穆莱特警卫站的警察威廉库伦在附近的安那海德瞭望哨接到了电话。他得知大西洋洋流冲上了一名英国士兵的尸体。从他的军队名单中，卡伦确定了尸体为威尔士团第5营21岁的唐纳德·多米肯。8月6日晚，该士兵的尸体被送往贝尔穆莱特医院。第二天，他被安葬在该镇的爱尔兰教堂公墓。第二天，另一具英国士兵的尸体在同一地点被冲刷上岸。

### 战后
1958 年，贝尔穆莱特成为土地部长厄斯金·奇尔德斯（Erskine Childers）和当地工人之间发生冲突的地点，当地工人拒绝在被认为被小妖精占据的区域建造围栏。政府无法找到其他工人来建造围栏，因此最终让步并“弯曲”了有争议的山丘周围的围栏。
在21世纪初，爱尔兰经济的改善扭转了人口下降的趋势，贝尔穆莱特出现了一些移民。尽管自 2007 年经济衰退开始以来该地区失业，但与整个爱尔兰一样，贝尔穆莱特和鲻鱼半岛在渔业方面拥有良好的自然资源， 旅游业和当地小型工业也还算过得去。

## 文化旅游

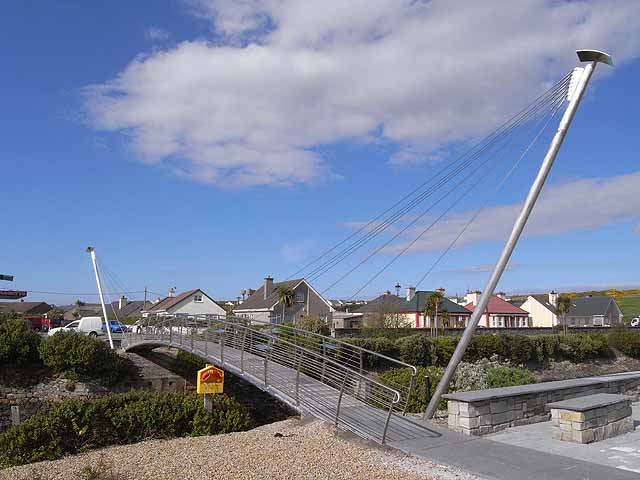
“重新连接”，作为“North Mayo Sculpture Trail”或“Tír Sáile”项目的一部分而创建的人行天桥

虽然正式隶属于Mayo Gaeltacht，但它同时是一个讲英语和爱尔兰语的城镇。该地区在夏季接待在当地爱尔兰语言暑期学校就读的学生。
约翰·米林顿·辛格的戏剧《西方世界的花花公子》是根据他在贝尔穆莱特地区的经历改编的。辛格还写了一首题为“丹尼”的诗，讲述了一个角色在从班戈埃里斯返回贝尔穆莱特的路上被一群当地人谋杀。
该地区是钓鱼的热门场所，在布罗德黑文湾附近有淡水和海钓活动。水上运动也很常见，包括冲浪、风帆冲浪、风筝冲浪和帆船运动。

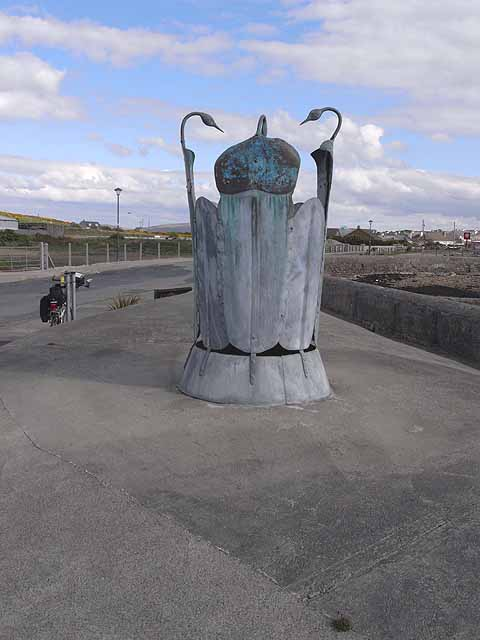
Lir雕塑的孩子，Béal an Mhuirthead

伊尼什格洛拉岛是爱尔兰神话中的利尔之子，就在鲻鱼半岛的海岸附近。
贝尔穆莱特是距离Carne高尔夫球场最近的小镇，它是爱尔兰著名高尔夫建筑师Eddie Hackett的最后一个完整设计，经常被列入世界前100名高尔夫球场。
埃利斯的这一地区是Táin Bó Flidhais或Mayo Táin的阿尔斯特自行车传奇的背景。
2007年，一个新的艺术中心在该镇开业。目标成为爱尔兰领先的双语艺术中心。除了作为镇图书馆和艺术画廊外，该中心还拥有最先进的剧院，许多有成就的艺术家在镇上演出。
自从被纳入Wild Atlantic Way之后，以及更广泛的Erris地区在2014年被《爱尔兰时报》命名为“爱尔兰最佳野生动物园”之后，该镇的旅游业也有所增加。

## 节日
- Féile Iorras – 每年7月在该镇举办为期约十天的国际艺术节。它由梅奥县议会艺术办公室于1996年成立，旨在促进厄里斯人民与世界各地社区之间的理解和融合。这个节日涵盖了从舞蹈到视觉艺术再到音乐的所有形式的民间艺术。Belmullet 的所有酒吧都参与其中。
- Lá an Logha – 每年8月15日（也称为女士节）是该镇一年中最繁忙的时间。这个节日从农贸市场开始，是男人向未来的妻子求婚并在这个特殊的日子和她一起在镇上游行的日子。[25]
- Féile na Seachtaine是另一个以艺术为基础的节日，紧随Lá an Logha之后[26]。该镇的年度遗产日在此期间举行。许多从Erris移民的人在8月份返回该地区。

## 交通
公共汽车路线 446 将贝尔穆莱特与Bangor Erris 、 Crossmolina和Ballina连接起来。每个方向每天有一次服务，包括星期日。周五晚上，额外的旅程从巴利纳出发。 Ballina 提供继续巴士和铁路连接。